# 南岭睑虎
南岭睑虎（学名：Goniurosaurus varius）一种于中华人民共和国广东省阳山县南岭国家级自然保护区发现的爬行动物，隶属于睑虎科洞穴睑虎属。种加词“varius”为“多变的”之意，指该种多变的色斑类型（横带型、碎纹型、纵纹型）。

## 形态特征
南岭睑虎体型中等，体长81.5～86.3毫米。身体背面底色为灰色，杂以模糊的暗棕色斑纹，散布着浓密的浅黄色结节和少量深棕色和红棕色结节；颈环不完整，仅从后眼角到颞区，为脏黄色；体背具有四条脏黄色带黑色斑点的横纹，前后边缘为深棕色；瞳孔垂直，呈黑色；虹膜橙红色；腹面呈粉红色，略带褐色，侧面有深褐色斑点；指、趾为灰色；再生尾巴的底色为深棕色，尾巴底部有一条原始的白色条纹，后面是形状不规则的白色斑纹。